# Histoire de Delhi
Les fouilles archéologiques ont mis au jour des vestiges de quelques-unes des anciennes villes situées à l'emplacement actuel de Delhi. La légende veut que Delhi ait été construite et détruite sept fois, et que quiconque tente de bâtir une nouvelle ville à Delhi verra son empire s'effondrer, ce qui s'est effectivement réalisé plusieurs fois.
Les historiens s'accordent pour fixer le nombre de villes construites à Delhi à neuf :
1. Indraprastha en 1450 av. J.-C.
2. Lal Kot en 736 rebaptisée Qila Rai Pithora en 1180
3. Siri en 1304
4. Tughlaqabad en 1321
5. Jahanpanah en 1334
6. Ferozabad en 1354
7. Dilli Sher Shahi ou Dinpanah ou Purana Qila en 1534
8. Shahjahanabad en 1638
9. New Delhi en 1920

## Les origines
D'après la légende, la première cité de Delhi fut celle d'Indraprastha, fondée en 1450 av. J.-C. par les Pandava, héros du Mahabharata: ville légendaire cependant car les archéologues n'ont trouvé à ce jour aucune trace de ce qui pourrait être appelé une « ville » (même s'il y a bien trace de présence humaine remontant à cette époque).
En 736, la cité de Lal Kot fut fondée par les rajputs du clan Tomara, sous le règne d'Anangpal I, mais ce n'est qu'au XIe siècle, à partir de 1060, que la ville s'agrandit vraiment avec le souverain rajput, le Raja Anangpal II.
En 1180, la ville fut prise par les rajputs du clan Chauhan, rois d'Ajmer, qui renommèrent la cité Qila Rai Pithora. Toutefois Delhi n'était pas encore le siège d'une quelconque autorité centrale; d'ailleurs à l'époque aucun dirigeant n'était capable de contrôler la région suffisamment longtemps pour établir un royaume. Les rajputs étaient en effet constamment en guerre les uns contre les autres.

## Le sultanat de Delhi

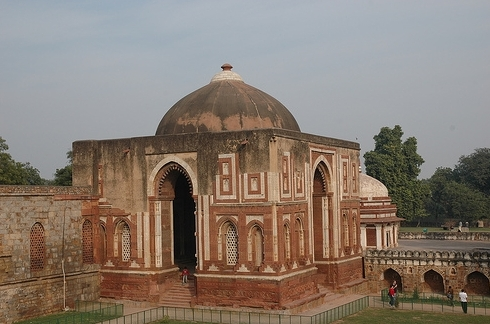
Quwwat-ul-Islam.

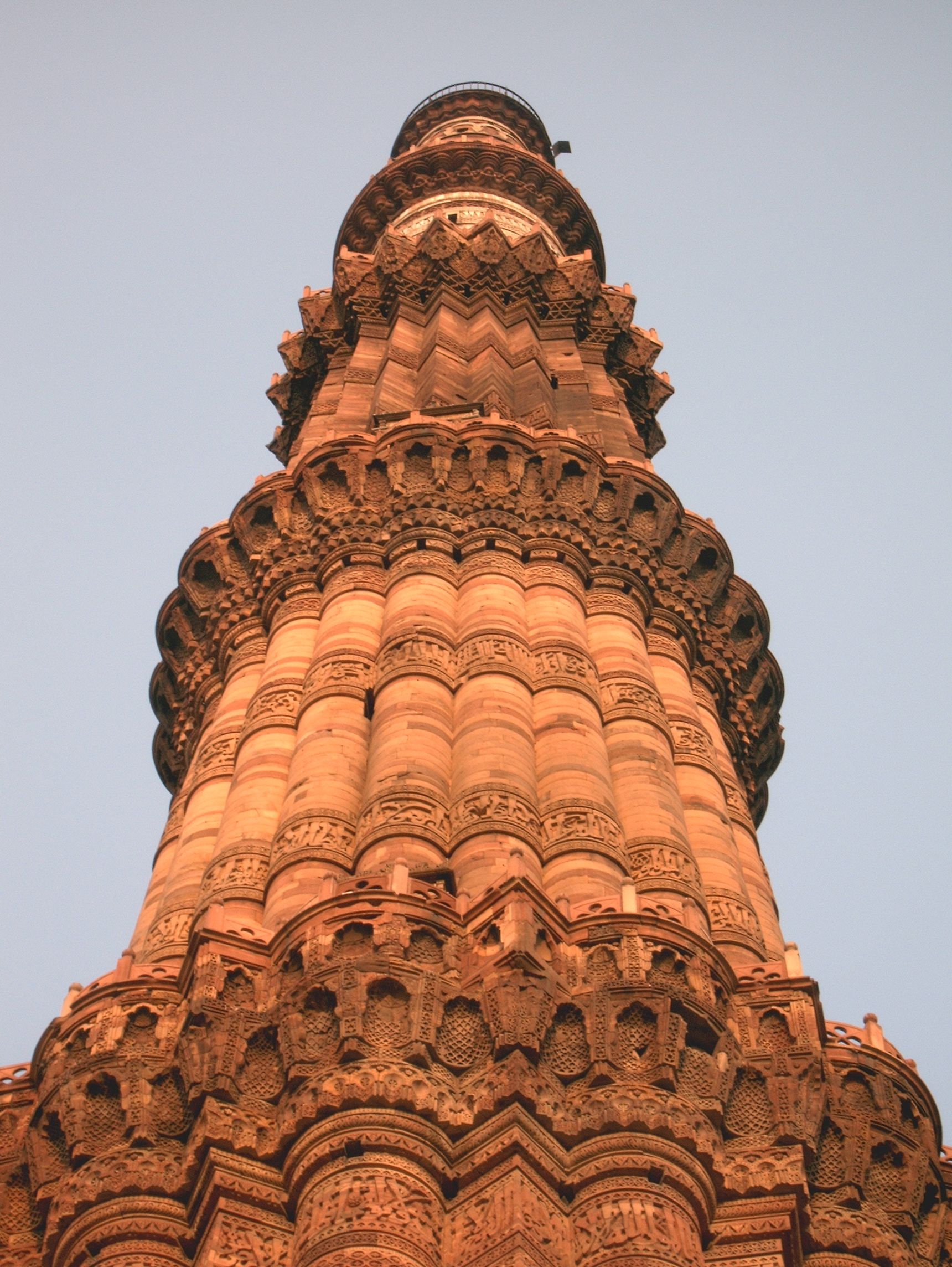
Le Qûtb Minâr.

En 1185 l’Afghan Muhammad Ghûrî prit Lahore et écrasa les Rajputs menés par le roi Chauhan Prithivîrâja Châhumâna III, lors de la bataille de Tarian en 1192. Delhi et Ajmer furent dès lors contrôlées par les Afghans. Muhammad Ghûrî retourna dans son royaume en laissant la direction de ses nouveaux territoires à son esclave turcs Qûtb ud-Dîn Aibak. Ce dernier se déclara Sultan de Delhi en 1206 à la mort de Muhammad Ghûrî, donnant ainsi naissance au Sultanat de Delhi.
La région fut alors considérée comme un état à part entière et non plus comme une extension du royaume afghans. Qûtb ud-Dîn Aibak commença la construction du plus haut minaret en brique au monde, le Qûtb Minâr, inscrit au patrimoine mondial de l'UNESCO, ainsi que Quwwat ul-Islâm, la première mosquée en Inde, avant de mourir en 1210. Les nobles mirent alors Âram Shâh sur le trône avant de le remplacer huit mois plus tard par Malik Shams ud-Dîn Îltutmish. Il renforça la position du Sultanat de Delhi en repoussant les turcs et les Rajputs. C'est lui qui fit de Delhi sa capitale. Îltutmish mourut en avril 1236. Sa fille Jalâlat ud-Dîn Raziyâ est désignée pour lui succéder. La sultane, au grand dam des nobles, dirigea le sultanat pendant quatre ans.
Son règne fut suivi de celui de Muizz ud-Dîn Bahrâm Shâh (1240-1242), Alâ ud-Dîn Masûd Shâh (1242-1246) et Nâsir ud-Dîn Mahmûd (1246-1266). Puis Ghiyâs ud-Dîn Balbân accéda au pouvoir. Il fut sans doute le plus grand sultan de la dynastie. Il hérita d'un territoire affaibli et attaqué de toutes parts par les mongols et les Rajputs. Il consolida les frontières en bâtissant des citadelles garnies de fermiers-soldats. Les mongols furent repoussés à deux reprises, en 1279 et en 1285. Un des grands mérites de Balbân fut d'avoir organisé et sécurisé Delhi pour les dynasties à venir.

## Les dynasties Khalji et Tughluq: l'âge d'or

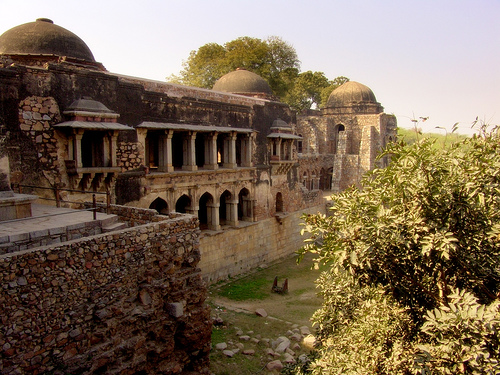
Hauz Khas, vestige de la ville de Siri

Le rôle de fondateur de la première dynastie de Delhi fut laissé aux Khalji, arrivés au pouvoir en 1290 avec à leur tête Jalâl ud-Dîn Fîrûz Khaljî. Ce dernier fut assassiné par son neveu Alâ ud-Dîn Khaljî en 1296. Il se proclama lui-même sultan de Delhi avant d'obtenir l'appui de la noblesse et du peuple grâce à l'or accumulé et agrandit la cité, devenue Siri en 1304, dont on peut encore voir certaines parties des murs d'enceinte. L'un des grands succès d'Ala ud-Dîn fut d'écarter définitivement la menace mongole après leur dernière tentative d'invasion en 1308. Sa politique d'expansion fit d'Ala ud-Dîn le véritable premier empereur de l'Inde.
Après sa mort, de graves dissensions permirent aux Tughluq de prendre la succession des Khalji sur le trône de Delhi. Trois des villes historiques furent construites sous le règne des Khalji (Tughlaqabad, Jahanpanah et Ferozabad). Ghazi Malik inaugura la dynastie en sous le nom de Ghiyath al-Din Tughlûq. Son fils Mouhammed ibn Tughlûq lui succéda après un règne assez bref au cours duquel il bâtit Tughlaqabad, dont certaines ruines de bâtiments et de murs sont encore visibles. Il fut le premier à considérer l'Inde comme un pays à part entière et il s'imagina que son dirigeant pouvait être le maître de l'Asie centrale. Il envoya des missions en Chine, en Égypte et dans beaucoup d'autres pays. Très tolérant, il ouvrit de nombreux postes à responsabilités aux hindous. Il commença la construction de la cinquième ville de Delhi (Jahanpanah). Sa décision la plus malheureuse fut de déplacer sa capitale de Delhi à Daulatabad, à 1000 km plus au sud, en obligeant la population à le suivre. Mais une fois là-bas il changea d'avis et fit demi-tour. La plupart des habitants ne survécurent pas au voyage et Delhi perdit une grande part de sa grandeur. Il mourut en 1351.
Son neveu Fîrûz Shâh Tughlûq prit la succession. Il fut le plus grand bâtisseur de Delhi. Il construisit la sixième ville (Ferozabad), quatre mosquées, trente palais, 200 caravansérails, des réservoirs, des hôpitaux, etc. Très aimé de son peuple, son règne fut cependant celui du déclin. Sa mort, en 1388, fut suivie par la succession de sultans plus inaptes les uns que les autres. La guerre civile s'installa et laissa tout le loisir à Tamerlan d'envahir l'Inde du nord en 1398. En décembre 1398, ce dernier prit Delhi et mit la ville à sac dans un bain de sang indescriptible. En mars 1399, Tamerlan quitta l'Inde, laissant derrière lui une Delhi dévastée.

## La reconstruction

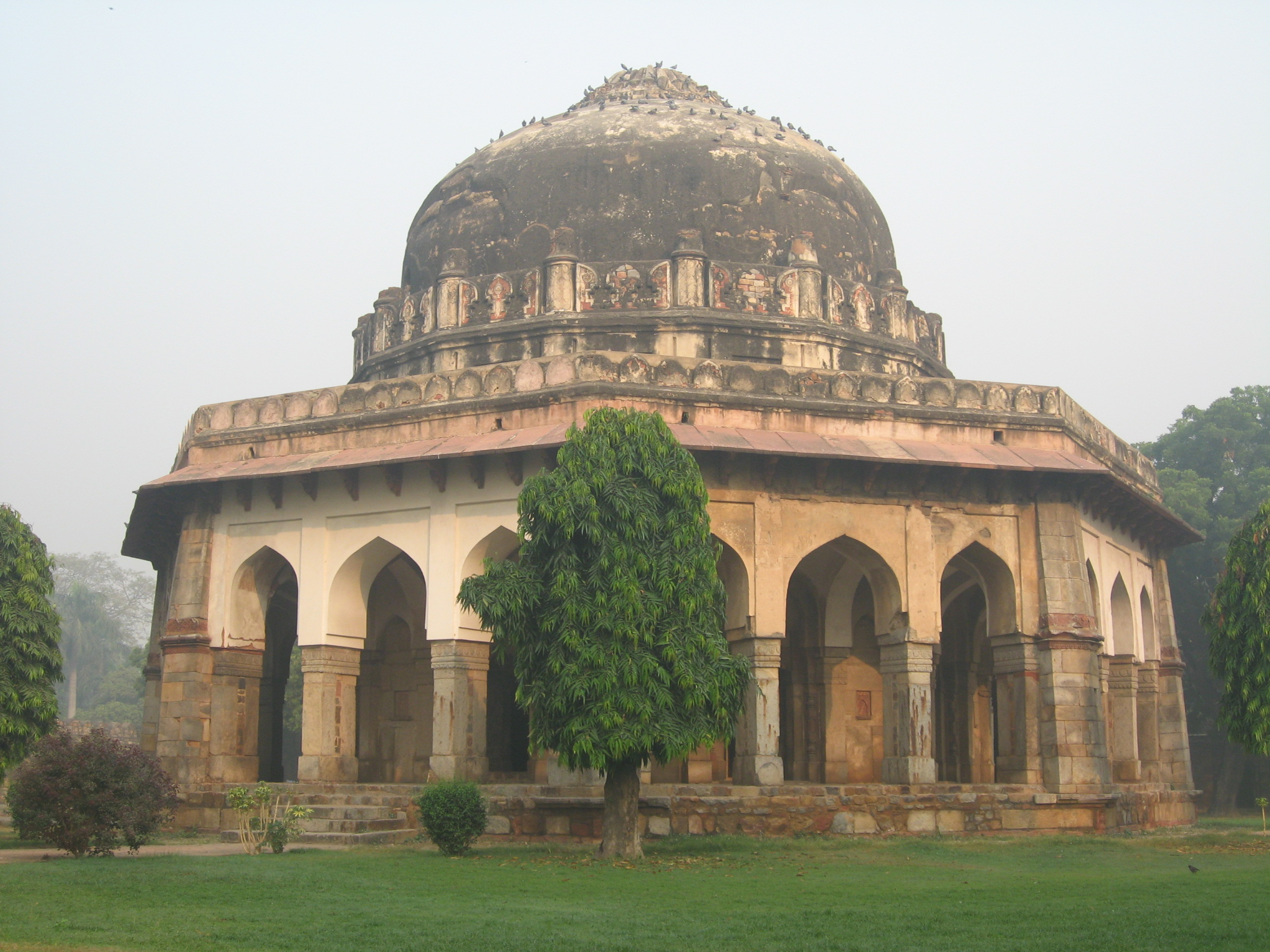
Le mausolée de Sikandâr Lodî (Delhi)

Une nouvelle dynastie émergea des ruines, celle des Sayyîd. Le fondateur de la dynastie fut Khizr Khân, suivi de Mubârak Shâh, puis de Muhammad Shâh. Ce dernier eut la mauvaise idée d'abuser de ses pouvoirs. Sous la pression populaire, il transmit le pouvoir à Bahlul Lodi en 1451. Ce dernier inaugura la dernière dynastie du Sultanat de Delhi, celle des Lodi. Il mena avec succès de nombreuses batailles.
En 1489 son fils Sikandar Lodi  prit la succession et décida en 1504 de construire Agra et d'en faire sa capitale. Mais les charmes d'Agra n'eurent aucun effet sur son successeur, Ibrahim Lodi, qui préféra revenir à Delhi. Il dut mater plusieurs rébellions. Il était tellement sévère que le gouverneur du Pendjab fit appel au moghol Babur pour le débarrasser de ce sultan autocratique. Trop content de cette opportunité, Babur franchit l'Indus en 1526 et affronta victorieusement les armées d'Ibrahim Lodi à Panipat. Ce dernier meurt à Delhi la même année.

## L'empire moghol

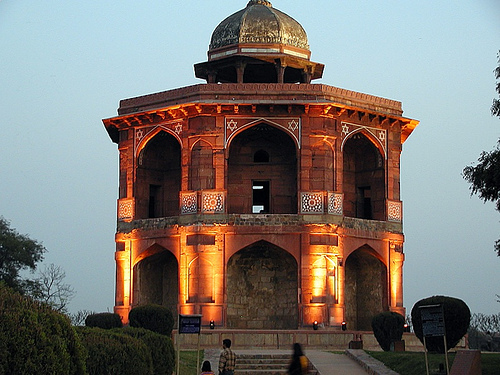
Sher Mandal, vestige de Dilli Sher Shah.

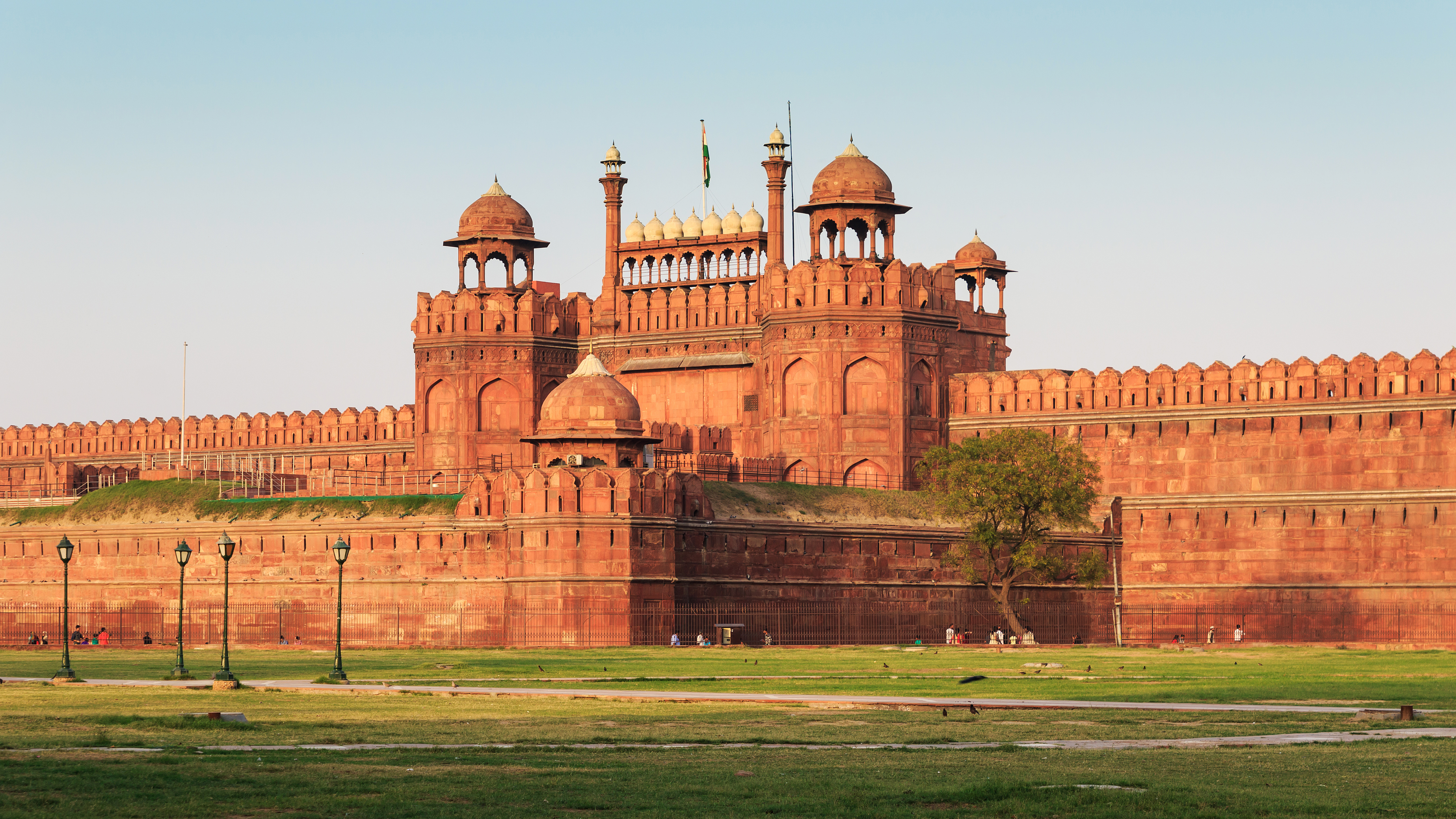
Le célèbre fort rouge, vestige de Shahjahanabad

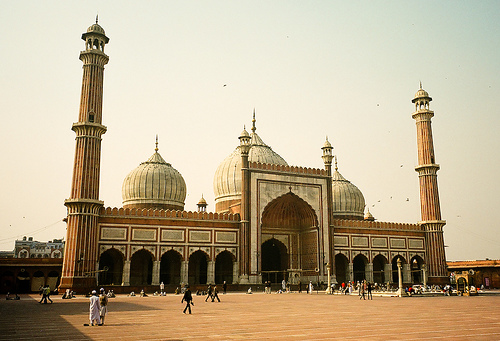
Jama Masjid, vestige de Shahjahanabad

En 1530 Babur meurt en laissant les fondations de l'Empire moghol qui dirigeait Delhi, Agra et Lahore à son successeur Humâyûn. Celui-ci consacra son début de règne à consolider ses positions. Mais, mauvais stratège, il perdit beaucoup de terrain et fut obligé de s'exiler en Iran après sa défaite face aux Suri de Sher Shah Suri en 1543. Les Suri prirent le contrôle de Delhi et le gardèrent jusqu'en 1555. Cette année-là Humâyûn franchit à nouveau l'Indus et s'empara très vite de Lahore, Delhi et Agra. Sher Shah Suri et Humâyûn furent les constructeurs de la septième ville de Delhi, Dilli Sher Shahi, initiée par Humâyûn en 1534 sous le nom de Dinpanah ou Purana Qila. Il en reste des portes, des murs, une mosquée et un grand puits.
Les deux rois suivants, Akbar (1556-1605) et Jahângîr (1605-1627), marquèrent peu l'histoire de Delhi puisqu'ils y passèrent très peu de temps. Akbar, peut-être le plus grand roi que l'Inde ait connu, préféra Agra à Delhi et il construisit Fatehpur-Sikri pour en faire sa capitale. Jahângîr passa son temps entre Agra, Lahore et le Cachemire.
Delhi revint sur le devant de la scène avec Shâh Jahân, le fils rebelle de Jahângîr. Son règne fut salué comme celui de la période dorée de l'empire moghol car il fut relativement pacifique et prospère. Shâh Jahân fut le plus grand bâtisseur de la dynastie. En 1639 il décida la construction d'une nouvelle ville à Delhi (Shahjahanabad). Son chef-d'œuvre fut évidemment le Taj Mahal, construit à la mémoire de son épouse Mumtaz Mahal. Il fut néanmoins un despote et un musulman intégriste. En septembre 1657 il tomba malade et fut emprisonné par son propre fils Aurangzeb jusqu'à sa mort en 1666.
Le règne d'Aurangzeb fut marqué par un fondamentalisme religieux dont souffrirent énormément les hindous. Son règne fut le plus long de la dynastie et il dirigea un état qui n'avait jamais été aussi étendu. Il mourut en 1707. Bahâdur Shâh lui succéda à l'âge de 63 ans. Son règne marqua le début du déclin de l'empire moghol. Des 19 empereurs moghols qui succédèrent à Aurangzeb, 13 furent couronnés entre 1707 et 1837.
L'affaiblissement de Delhi profita au roi persan Nâdir Châh qui pénétra dans Delhi le 11 mars 1739 en massacrant la population. Il repartit 57 jours plus tard en emportant le célèbre trône des moghols, le Trône du Paon, et le célèbre diamant "Koh-i Nor" (montagne de lumière), qui fait aujourd'hui partie des bijoux de la Couronne britannique. En janvier 1757, c'est Ahmad Shah Durrani, un ancien général de Nâdir Châh, qui captura Delhi après la Troisième bataille de Panipat. Pendant plusieurs décennies l'histoire de Delhi fut marquée par des luttes locales. En 1803 les moghols firent appel aux britanniques pour les protéger des marathes (voir siège de Delhi (1804). Dès lors, les souverains moghols n'eurent plus qu'un rôle honorifique.

## La période britannique
En 1857 Delhi fut le siège de la Révolte des cipayes (les soldats indiens enrôlés dans l'armée anglaise). Ceux-ci furent soutenus par le souverain moghol Muhammad Bahâdur Shâh. Pendant 4 mois la bataille fit rage avant de tourner définitivement à l'avantage des anglais le 20 septembre 1857. Les mutins furent capturés et exécutés, la famille royale moghole fut exilée. La Couronne britannique décida de mettre fin aux pouvoirs de la Compagnie des Indes et prit les commandes du Raj. La capitale fut déplacée de Delhi vers Calcutta et Delhi devint une province du Pendjab mais en conservant toutefois son influence. C'est là que le roi George V annonça en 1911, lors du darbâr, la décision de bâtir une nouvelle ville à Delhi et d'en faire la nouvelle capitale de l'Inde. La construction de New Delhi fut confiée à l'architecte britannique Edwin Lutyens. Elle débuta en 1913 et le Vice-Roi s'y installa en décembre 1929. New Delhi fut inaugurée en février 1931.
Delhi fut la place forte des mouvements nationalistes. En 1912 Lord Hardinge, le Vice-roi, fut victime d'une tentative d'assassinat. En 1942 le mouvement Quit India fut lancé. En 1947 le nouveau Vice-roi, Lord Mountbatten, s'installa à Delhi avec pour mission de débarrasser l'Angleterre du problème indien.

## L'indépendance
Le 15 août 1947, l'indépendance de l'Inde est proclamée. Pendant la partition de l'Inde, des milliers d'hindous et de sikhs réfugiés au Pendjab occidental et dans le Sind émigrèrent à Delhi. Cette migration vers Delhi de toute l'Inde continue, contribuant plus à l'élévation de la population de Delhi qu'à l'augmentation du taux de natalité, en diminution. Mahatma Gandhi est assassiné à Delhi le 30 janvier 1948 aux termes de plusieurs mois de combats entre communautés religieuses.
En 1950 la ville est officiellement choisie comme capitale de la République Indienne.
En 1984, après l'assassinat d'Indira Gandhi (alors premier ministre de l'Inde), de violents affrontements contre la communauté sikhe ont causé plus de 2700 morts. La Constitution de 1991 (Soixante-neuvième amendement) donne à Delhi son statut actuel de district fédéral autonome qui possède sa propre assemblée législative, cependant avec des pouvoirs limités.